# Progeneza
Progeneza – najprostsza forma neotenii, jest to proces polegający na przyspieszeniu gametogenezy, która może zachodzić już u zarodków, lub na przyspieszeniu rozwoju układu rozrodczego, znacznie wyprzedzającego morfologiczną i fizjologiczną zdolność młodocianego organizmu do rozrodu. Przykładem występowania pedogenezy mogą być naczelne np. u człowieka w gonadach żeńskich zarodków komórki prapłciowe przekształcają się w oocyty I rzędu i wchodzą w profazę pierwszego podziału mejotycznego. Natomiast przyspieszenie rozwoju układu rozrodczego w porównaniu z rozwojem układów somatycznych są niektóre postacie młodociane salamander bezpłucnych.